# St. Severus (Gemünden)

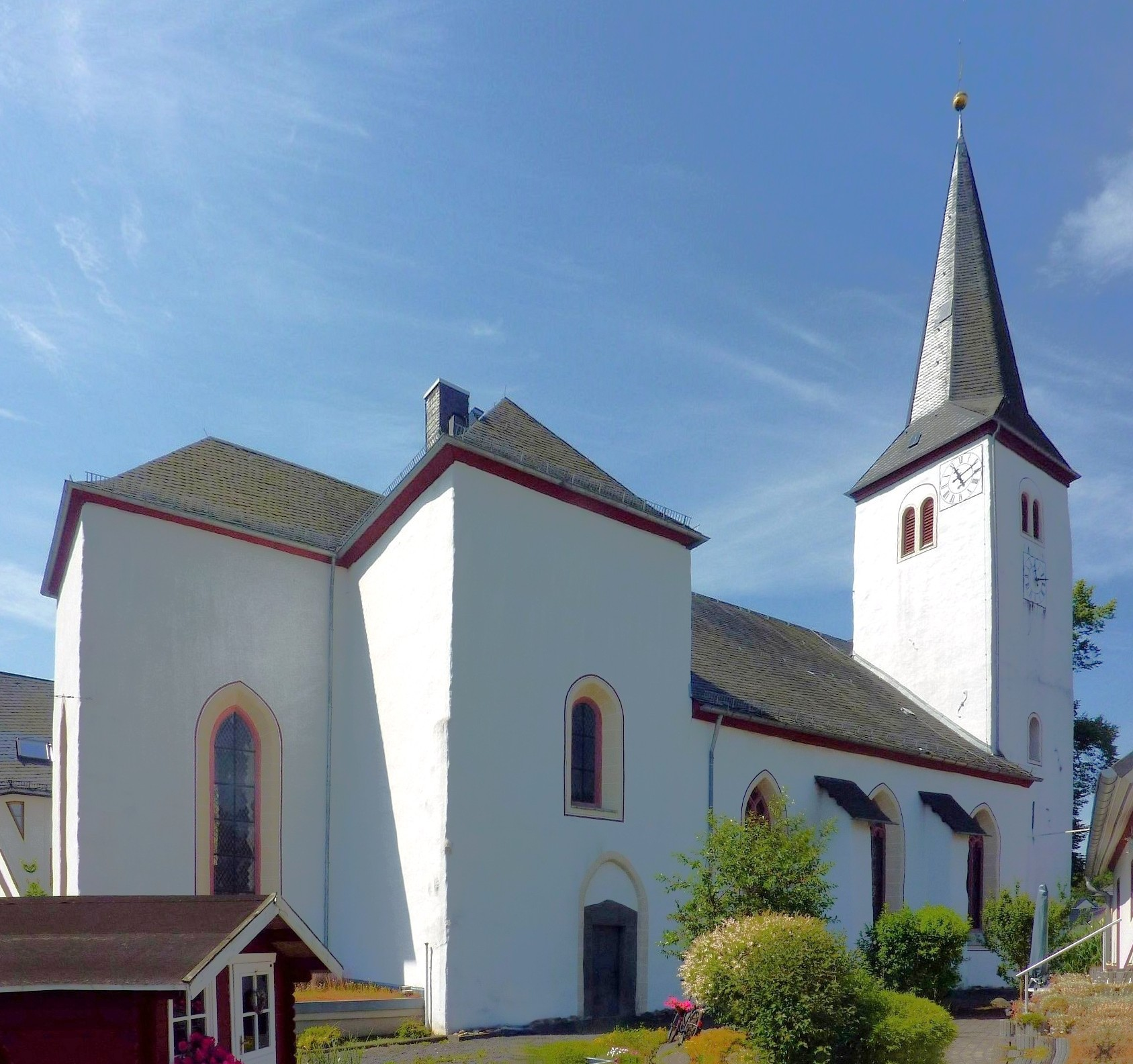
Stiftskirche St. Severus

Das Stift St. Severus war ein Stift in Gemünden im heutigen Westerwaldkreis in Rheinland-Pfalz. Es war dem heiligen Severus geweiht. Das von den Konradinern gegründete Stift hatte eine bedeutende Rolle bei der Christianisierung des Westerwalds und ist eng mit der Geschichte des Hauses Westerburg verbunden.

## Geschichte

### Das Stift in konradinischer Zeit
Das Stift Gemünden geht auf eine konradinische Gründung als Eigenkirche zurück. Zu Beginn der konradinischen Herrschaft im Lahngau bestand nur das Stift „St. Lubentius“ in Dietkirchen, das wahrscheinlich bereits im 6. Jahrhundert gegründet wurde. Im Jahr 845 gründete Graf Gebhard im Lahngau gemeinsam mit Erzbischof Hetti von Trier ein Stift in Kettenbach, das 879 nach Gemünden verlegt wurde und spätestens seitdem „St. Severus“ genannt wurde. Zu Beginn des 10. Jahrhunderts folgten weitere konradinische Gründungen: das Stift „St. Georg“ in Limburg (910), das Stift „St. Walpurgis“ Weilburg (912) und das Stift „St. Marien“ Wetzlar (914/15).
Das in Kettenbach gegründete Stift erhielt am 31. März 845, noch im Jahr der Gründung, von König Ludwig dem Deutschen das Dorf Lierschied und Güter in der Mark von Hahnstätten. Graf Gebhard hatte noch vor 847 die Profess abgelegt und war dem Stift beigetreten. Das Stift bestand aus 12 Kanonikern und 12 Laien.
Am 9. November 879 verlegte Graf Gebhard kurz vor seinem Tod das Stift nach Gemünden im Westerwald. Hier wurde für das Stift eine neue Kirche erbaut. Er übertrug dem Stift den Zehnt und die Urpfarreien Gemünden, Seck und Lahr (Kirche: St. Johannes), die Dörfer Winnen und Hergenroth sowie Güter in Wilsenroth, Hilß, Wengenroth, Kalsberg, Willmenrod, Heckholzhausen und Langendernbach.
Die Konradiner tätigten nach Gebhards Tod weitere Zuwendungen an das Stift. Gebhards Sohn Udo übergab dem Stift 879 Güter bei Irmtraut und Winnen. Gebhards Enkel, Bischof Rudolf von Würzburg, übertrug dem Stift das Patronat über die Kirchen in Biskirchen und Battenfeld sowie Güter bei Gebhardshain. Daneben wurde dem Stift weiterer Besitz vor allem im südöstlichen Westerwald zugewandt.
Das Pfarreigebiet des Stifts wurde wohl aus der älteren Großpfarrei der Michaelskapelle auf dem Blasiusberg herausgelöst.

### Das Stift in salischer Zeit
Unter ungeklärten Umständen erlangte das Stift nach dem Ende der konradinischen Herrschaft Reichsunmittelbarkeit. Wahrscheinlich gelangte es als Mitgift von Gisela von Schwaben an Kaiser Konrad II. aus dem Haus der Salier. Sein Sohn Kaiser Heinrich III. und sein Enkel Heinrich IV. übertrugen Teile des Gemündener Stiftsbesitz auf das Stift „St. Georg“ in Limburg.
Die Vogtei über das Stift oblag verschiedenen Adelsfamilien. Von den Konradinern ist es auf die verwandten Grafen von Gleiberg übergegangen. Bei deren Aussterben erbte die Pfalzgrafschaft Tübingen die Vogtei und von dort gelangte sie an die Grafen von Leiningen. Bei einer Ehe zwischen Siegfried III. von Runkel und einem unbekannten Mitglied des Leininger Grafenhauses ging der größte Anteil an der Vogtei auf das edelfreie Geschlecht von Runkel über. Ein Achtel der Vogtei gelangte nach dem Aussterben der Leininger 1224 an die Grafen von Virneburg, die ihr Anteil 1222 an Burchard von Querfurt veräußerten.
Zu den Hochzeiten des Stifts ballten sich seine Besitzungen im südlichen, östlichen und mittleren Westerwald sowie im Untertaunus und im Lahntal, Streubesitz ist in Nordhessen nachweisbar.

### Das Stift in Westerburger Zeit
Um 1209 war die auf Stiftsgut stehende Burg Westerburg bereits in der Hand der Herren von Runkel. Aus dem Jahr 1221 ist eine Urkunde überliefert, die belegt, wie Erzbischof Dietrich von Trier einen Streit zwischen dem Vogt des Stifts Siegfried III. von Runkel und Westerburg und dem Propst des Stifts schlichtete. Bei der Teilung des Hauses Runkel nach 1288 bildete die Vogtei über Gemünden einen wesentlichen Besitz der Westerburger Linie.
Am 19. September 1336 erlangte Reinhard I. von Westerburg von Kaiser Ludwig IV. dem Bayer das Recht, die zwei nächsten Pröpste des Stifts zu ernennen. In den folgenden Jahrzehnten entfremden die Herren von Westerburg das Stift schrittweise dem Heiligen Römischen Reich. Auf dem Konzil von Basel wurde dem Haus Westerburg das Recht bestätigt, die Pröpste und Kanoniker des Stiftes zu ernennen, damit hatte das Stift praktisch seine Reichsunmittelbarkeit verloren.

### Reformation
Das Haus Westerburg führte 1566/68 die Reformation in seinem Herrschaftsbereich ein. Die Reformatoren ignorierten die formale Reichsunmittelbarkeit des Stiftes und ordneten den evangelischen Gottesdienst an. Die Herren von Westerburg beriefen protestantisch gesinnte Geistliche in das Stift. Diese übertrugen 1597 alle Lehen des Stifts auf das Haus Westerburg. Im Laufe des 16. Jahrhunderts verlor das Stift die Kirchenpatronate der Kirchen, die nicht auf dem Gebiet der Herrschaft Westerburg lagen.
Während des Dreißigjährigen Krieges kam es zum Versuch der Rekatholisierung. Im Zuge der militärischen Erfolge der Katholischen Liga gelang es Kurtrier, die Herrschaft über das Stift Gemünden zu erlangen und das Stift mit katholischen Geistlichen neu zu besetzen. Mit der Besetzung des Westerwalds durch schwedische Truppen im Winter 1632/33 löste sich das neue katholische Stift jedoch wieder auf.
Nach dem Dreißigjährigen Krieg wurde das Stift mit den Pfarren aus Gemünden, Schadeck und der Stadt Westerburg wieder errichtet und bestand noch bis ins 18. Jahrhundert fort. Mit der Mediatisierung der Herrschaft Westerburg durch das Haus Nassau 1803 hatte das Stift Gemünden aufgehört zu bestehen. Die Stiftskirche dient bis heute als Gottesdienststätte der evangelischen Kirchengemeinde Gemünden, die zum Dekanat Westerwald in der Propstei Nord-Nassau der Evangelischen Kirche in Hessen und Nassau gehört.

## Beschreibung
Die geostete Kirche hat drei Schiffe, einen seitenschiffbreiten Turm auf der Nordwestseite und einen mittelschiffbreiten Chorraum im Osten. Der Bau ist 33 Meter lang und 16,4 Meter breit, die Firsthöhe des Mittelschiffs beträgt 16,5 Meter. die Spitze des geknickten steilen Turmhelms liegt bei 34,8 Metern.
Im Kirchturm befinden sich drei Glocken. Die große und die kleine wurden 1951 gegossen, die mittlere stammt aus dem Jahr 1402.
Die Orgel stammt vom Orgelbauer Johann Wilhelm Schöler und wurde etwa 1765 gebaut. Sie ist im Laufe der Jahrhunderte mehrfach repariert worden, aber im Wesentlichen erhalten geblieben. Zuletzt wurde sie 1982 durch Gerald Woehl, Marburg restauriert. Das Instrument mit 1279 Orgelpfeifen verfügt über 22 Register auf zwei Manualen und Pedal.